# Milan Aleksić (kompozitor)
Milan Aleksić (Zrenjanin, 11. jun 1978) srpski je kompozitor i univerzitetski profesor. Aleksić je redovni profesor na Akademiji umetnosti u Novom Sadu. Komponuje klasičnu umetničku muziku, popularnu i primenjenu muziku (muzika za film, pozorište, televiziju, radio).

## Biografija
Završio je nižu i srednju Muzičku školu „Josif Marinković“ u Zrenjaninu (instrumentalni i teoretski odsek). Diplomirao je na Akademiji umetnosti u Novom Sadu, na Odseku za kompoziciju i dirigovanje u klasi profesora Rajka Maksimovića. Završio je postdiplomske studije na Univerzitetu za muziku i scenske umetnosti u Beču, Austrija, u klasi profesora Michael Jarrell-a, kao i doktorske studije na Fakultetu muzičke umetnosti u Beogradu, u klasi profesora Zorana Erića.
Radio je u Muzičkoj školi „Josif Marinković” u Zrenjaninu (2000—2004). Vodio je emisiju „Dnevnik muzičke omladine“ na Radiju Novi Sad (2001) i bio muzički saradnik na Televiziji Novi Sad (2003—2004). Od 2004. do 2005. radio je u Novosadskom pozorištu (мађ. Újvidéki Színház).
Bio je gostujući profesor i stipendista američke vlade na The City College of New York i The City University of New York, i saradnik i stipendista u studiju „Harvestworks“, u Njujorku (2009). Radio je kao gostujući profesor na Visokoj školi strukovnih studija za obrazovanje vaspitača u Novom Sadu (2013—2014). Od 2004. radi na Akademiji umetnosti u Novom Sadu (od 2011. kao docent). Od 2014. upravnik je Centra za savremenu muziku Akademije umetnosti u Novom Sadu.
Usavršavanja, kursevi, festivali, konferencije:
Berlin, der Musikhochschule Hanns Eisler (maj 2012, april-maj 2011), Međunarodna konferencija u Vašingtonu (maj, 2009), Kursevi Doktorskih studija na The City University of New York (januar-maj, 2009), Kurs za elektronsku muziku u studiju Harvestvorks, u Njujorku (april, 2009), Konferencija na Univerzitetu Kanzas (Decembar, 2008), Internacionalni kursevi za kompoziciju South Oxford Six (jul 2010, 2009, 2008, 2007), Forum balkanskih zemalja u Dubrovniku u Hrvatskoj (februar, 2004), 53. Festival mladih umetnika u Bajrojtu, Nemačka (avgust, 2003), “Internationalen Sommerakademie Prag-Wien-Budapest” u Reichenau, Austrija (2002).

## Odabrana dela
- Gudački kvartet (2002)
- Song and Dance, za violu i zviždanje (2002)
- Kalenić, za sopran i klavir (2003)
- Concerto for Piano and orchestra (2004)
- Frammenti I, za klavir (2006)
- Prozirne stvari, kamerna simfonija (2006)
- Frammenti II (fantasia), za klavir (2008)
- Light Summer Music, za gudački kvartet (2008)
- „Mislim reku”, za oktet, elektroniku i recitatora, plesni performans-kamerni balet (2008).
- 4 ode krotkosti, za simfonijski orkestar (2009)
- Annex II, ciklus elektro-akustičnih kompozicija, zvučnih instalacija i video radova (2009-2010)
- Plač majke božije/Stabat mater, kantata za orkestar i hor (2011)
- Zdravac, za hor (2012)
- Mala cvetna rukovet, za ženski hor (2014)

## Spoljašnje veze
- Biografija na sajtu Akademije umetnosti u Novom Sadu
- Aleksićeva dela na zvaničnom sajtu